# Die 4 Gesellen
Die 4 Gesellen (auch unter Die vier Gesellen und Ja, ja die Liebe geführt) ist eine deutsche Liebeskomödie aus dem Jahre 1938 mit Hans Söhnker und Ingrid Bergman, die hier ihre erste deutschsprachige Filmrolle übernahm. Regie führte Carl Froelich.

## Handlung
Letzter Unterrichtstag an der Berufsschule für das graphische Gewerbe in Berlin. Lehrer Stefan Kohlund entlässt seine Schüler und Schülerinnen in das Berufsleben, nicht ohne den Frauen mit auf den Weg zu geben, dass es für sie wohl besser sei, zu heiraten als sich im harten Berufsalltag durchbeißen zu müssen. Die mit Süffisanz und einer gewissen Überheblichkeit geäußerte, abfällige Macho-Bemerkung fordert vor allem die ehrgeizige Marianne Kruge heraus, die auf jeden Fall Karriere machen möchte. Sie und ihre drei Mitstudentinnen Käthe, Lotte und Franziska sind ein eingeschworenes Team. Kohlund gesteht, nachdem alle anderen bereits das Atelier verlassen haben, Marianne auf recht unbeholfene Weise seine Zuneigung und erhofft sich, dass diese ihm daraufhin sofort in die Arme fällt. Doch die ist von seiner Art „Liebeserklärung“ ziemlich abgetörnt und geht wütend davon, nicht ohne Kohlund klarzumachen, dass sie als Werbegrafikerin Erfolg haben werde. Kohlund, der noch am selben Abend nach Dresden abreisen will, um dort am folgenden Tag eine neue Stelle bei einer Zigarettenfabrik anzutreten, besucht kurz zuvor noch die von den vier Freundinnen gegebene Abschlussfete. Auch dort zieht Kohlund Marianne mit Bemerkungen von der Art auf, dass ihr eine Küchenschürze besonders gut stehen würde. Dann muss Kohlund zum Bahnhof und ruft Marianne noch zum Abschied Bahnsteig-Nummer und Uhrzeit zu. Als er tatsächlich mit dem Zug abfährt, ist sie zum Bahnhof gerannt, nur um ihm noch einmal zu sagen, dass sie sich schon beruflich durchsetzen werde.
Die vier jungen Frauen versuchen fortan, als Werbegrafikerinnen von Firmen Aufträge zu bekommen, durch die sie ihr Können unter Beweis stellen können. Marianne erhält bei ihrer Stellungssuche eine Absage nach der anderen, und den anderen drei jungen Frauen ergeht es nicht anders. Da hat Marianne die zündende Idee. Warum tun sich die vier Mädels nicht einfach zusammen und gründen gemeinsam eine eigene Grafik- und Werbeagentur, genannt: „Die 4 Gesellen“? Käthe, Lotte und Franziska sind begeistert, und so entsteht rasch ihr eigenes, kleines Unternehmen. Männer sollen dort keinen Einfluss bekommen, und das Motto lautet: „Geschäftsinteresse geht vor Privatinteresse“. Die Auftragslage ist von Anbeginn dürftig. Dies ändert sich erst, als eine Zigarettenfabrik einen Werbeauftrag ausschreibt. Wie können Marianne und die anderen drei Gesellen erahnen, dass ausgerechnet ihr alter Lehrer Kohlund, der derzeit wieder nach Berlin zurückgekehrt ist, deren Reklamechef ist?
Doch auch Stefan Kohlund weiß nicht, wer sich hinter den „4 Gesellen“ verbirgt. Ihm gefällt deren Präsenz und vergibt im Namen der Zigarettenfabrik den Werbeauftrag an das kleine Grafikbüro. Die vier Mädels leisten ausgezeichnete Arbeit, was sich rasch in der Branche herumspricht. Kohlund ist über diese Leistung erstaunt und muss sein Frauenbild gründlich revidieren. Die 4 Gesellen werden mit Folgeaufträgen geradezu überschüttet. Marianne entwickelt rasch einen Übereifer und treibt ihre drei Mitstreiterinnen gnadenlos an. Um dem eigenen Anspruch gerecht zu werden, müssen reichlich Überstunden geschoben werden, und auch das Firmenmotto „Geschäftsinteresse geht vor Privatinteresse“ wird sukzessive aufgeweicht: Die älteste von ihnen, Lotte Waag, hat einen Regierungsrat kennen- und liebengelernt und ihn heimlich geheiratet. Käthes Eroberung wiederum ist ein Feinmechaniker, mit dem sie ein Kind erwartet. Die patente und um keinen Spruch verlegene Franziska möchte mehr und mehr von der Gebrauchskunst wegkommen und sich ganz auf ihre große Liebe, die Ölmalerei, konzentrieren.
Bald steht Marianne mit ihrer Arbeitswut und ihrer Idee des Werbebüros ziemlich allein da. Ein wenig resignierend betrachtet sie das von Franziska geschaffene Ölgemälde „Die 4 Gesellen“, das sie und die drei Freundinnen bei der Arbeit zeigt. Plötzlich steht Stefan Kohlund neben ihr und sagt, dass sie so bleiben solle, wie sie ist. Und diesmal macht er Marianne auch eine sehr viel feinfühligere und intelligentere Liebeserklärung als beim ersten Mal.

## Produktionsnotizen
Die 4 Gesellen wurde zwischen Mitte April und Ende Mai 1938 im Froelich-Atelier von Berlin-Tempelhof gedreht. Uraufführung war am 1. Oktober 1938 in Hamburg, die Berliner Erstaufführung erfolgte neun Tage darauf. Seit dem 31. Oktober 1938 konnte man den Film auch in Österreich (der damaligen „Ostmark“) anschauen.
Der Film, der nur etwa 684.000 RM gekostet hatte, hat einzig aufgrund der Tatsache Bedeutung erlangt, dass hier der spätere Weltstar Ingrid Bergman erstmals vor der Kamera (nahezu akzentfrei) deutsch sprach. Später sollte sie dies nur noch einmal 1954 in der Stefan-Zweig-Verfilmung Angst tun. Reichskanzler Adolf Hitler, der sich 1938 den Film auf dem Obersalzberg hatte vorführen lassen, zollte Die 4 Gesellen in seinen überlieferten, berühmt-berüchtigten Benotungen wenig Anerkennung. Trotzdem erhielt der Streifen das Prädikat „künstlerisch wertvoll“.
Froelichs ständiger Mitarbeiter Friedrich Pflughaupt war auch hier Produktionsleiter. Die Filmbauten schuf Franz Schroedter, ausgeführt wurden sie von Walter Haag. Die späteren Starregisseure Rolf Hansen und Harald Braun dienten Froelich als Regieassistenten.
Einziger Musiktitel war „Tiefe Sehnsucht, ich hab’ eine tiefe Sehnsucht in mir“, gesungen von Zarah Leander aus ihrem im Jahr zuvor (1937) angelaufenen Film Zu neuen Ufern.

## Kritiken
Paimann’s Filmlisten resümierte: „Diese Handlung setzt sich, was die meisten ihrer Vorgängerinnen vermissen ließen, mit einem Problem auseinander, ohne allerdings eine Lösung zu finden. Dies mag Ingrid Bergmann verleitet haben, ihre Rolle gar zu gewichtig anzulegen, was ihre auf Humor abgestimmten Gegenspieler nicht ausbalancieren konnten. Selbst Slezak setzte sich nicht recht durch. Die Dialoge haben ihre Pointen, Milde-Meissners Musik untermalt überreichlich. (…) Ein guter Mittelfilm mit sozialen Ausblicken.“

„Gefällig-unterhaltsame Vorkriegskomödie.“